# Девън (остров)
Девън (на английски: Devon island) е остров на Канада, част от северната територия Нунавут, в Канадския арктичен архипелаг. С площ от 55 247 кв. км е 5-и по големина в Канадския арктичен архипелаг, 6-и в Канада и 27-и в света и е най-големият необитаем остров на Земята. По форма островът наподобява латинската буква L (или старинен дървен холандски ботуш). Географският център на острова се намира на 75°08′ с. ш. 87°51′ з. д. / 75.133333° с. ш. 87.85° з. д.

## История

### Откриване и изследване на острова
- 1616 – Робърт Байлот, Уилям Бафин – Откриване на източния вход на протока Джонс (между Елсмиър на север и Девън на юг), източното крайбрежие на Девън и протока Ланкастър (между Девън на север и Бафинова земя на юг)
- 1819 – Уилям Едуард Пари, Фредерик Уилям Бичи, Френсис Крозиър, Джеймс Кларк Рос, Едуард Сабин – Откриване на цялото (окол 300 км) южно крайбрежие на остров Девън, от нос Осбърн (80º 15` з.д.) до нос Райли (91º 54` з.д.) и южния вход на протока Уелингтън (между Девън на изток и остров Корнуолис на запад)
- 1845 – Джон Франклин, Френсис Крозиър – Вторично откриване на протока Уелингтън и откриване на цялото западно крайбрежие на острова
- 1851 – Уилям Пени – Изследване на двата бряга на протока Уелингтън. Откриване на протока Куинс Чанъл, протока Пени (между островите Батърст на югозапад и Девън на североизток)
- 1852 – 1853 – Едуард Белчер – Откриване на протока Белчер (77°10′ с. ш. 93°00′ з. д. / 77.166667° с. ш. 93° з. д.), отделящ п-ов Гринел (северозападната част на Девън) на юг от остров Корнуол на север, протока Кардигън (отделящ Девън от остров Норт Кент), западния вход на протока Джонс и Артур фиорд (76°35′ с. ш. 93°10′ з. д. / 76.583333° с. ш. 93.166667° з. д.), почти отделящ п-ов Гринел от останалата част на остров Девън
- 1900 – Ото Свердруп, Гунар Исаксен, Едвард Бай (Бей), Олаф Ронес – Откриване на п-ов Колин Арчър (северозападната част на острова и протока Кардигън (вторично) на североизток от полуострова.

През 1819 г. островът е наименуван Девън в чест на графство Девън във Великобритания от известния английски мореплавател Уилям Едуард Пари.

### Усвояване на острова
През август 1924 г. на югоизточното крайбрежие на острова, на (74°32′ с. ш. 82°23′ з. д. / 74.533333° с. ш. 82.383333° з. д.) е основана станция Дъндас Харбър (на английски: Dundas Harbour) в рамките на правителствена програма, имаща за цел да ограничи китолова на други страни в канадски води. През 1934 г. поради падането на цените на ценните животински кожи и настъпилата световна икономическа криза на острова се преселват 53 ескимоски семейства от Бафинова земя. Поради суровите климатични условия на острова обаче хората напускат след две години. В Дъндас Харбър през 1940 г., във връзка с предстоящата Втора световна война се установява военен граничен гарнизон, който е окончателно закрит през 1951 г. През юли 2004 г. на Девън временно се заселват петима учени и двама журналисти, които експериментират условия на живот и работа на Марс. Освен това НАСА провежда програма за изучаване на геологията, хидрологията, ботаниката и микробиологията на острова. Девън е най-големият на Земята необитаем остров.

## География

### Географско положение
Островът е разположен на север от протока Ланкастър, отделящ го от островите Бафинова земя и Сомърсет на юг. На запад протоците Уелингтън и Пени отделят Девън от островите Корнуолис и Батърст. На северозапад протока Белчер го отделя от остров Корнуол, а Кардиган от малкия остров Норт Кент. Протока Джонс отделя Девън на север от остров Елсмиър, а на североизток протока Лейди Ан – от остров Кобург. На изток бреговете на Девън се мият от водите на Бафиново море.

### Брегова линия
Остров Девън, както и останалите острови от Канадския арктичен архипелаг е със силно разчленена брегова линия. Северозападната част на острова, издължена на повече от 200 км от основната маса на острова представляват два полуострова Гринел и Колин Арчър със силно разчленени от заливи и фиорди брегове. По северното крайбрежие по-големите заливи и фиорди са Артур фиорд (отделящ двата полуострова), Вест фиорд и залива Баер. Заливите Крокър и Максуел са по-големите по южното крайбрежие, а Грифит – на западното.

### Геоложки строеж и релеф
На острова има три обширни геоложки зони, изградени от докамбрийски гнайси и палеозойски алеврити и шисти.
Източната зона заема района на изток от линията от нос Спарбо (75°49′ с. ш. 84°00′ з. д. / 75.816667° с. ш. 84° з. д.) на северното крайбрежие до залива Крокър (74°42′ с. ш. 83°15′ з. д. / 74.7° с. ш. 83.25° з. д.) на южното, обхващаща част от Канадския щит и е почти напълно покрита с грамадна ледена шапка с площ 12 хил. км2 и съдържаща приблизително 3980 км3 лед, с максимална дебелина около 880 м. Под слоя от лед в планината Тротър (на английски: Treuter) се намира най-високия връх на острова (1921 м).
Централната зона, разположена между линията нос Спарбо и залива Крокер на изток и линията с югозападно направление от фиорда Викс на северното крайбрежие до залива Dragleybeck на западното, представлява издигнато плато със средна надморска височина 300 – 400 м и максимална от 551 м. Тази зона представлява част от платото Ланкастър, което освен на Девън се простира и на части от островите Елсмиър и Бафинова земя, целия остров Съмърсет и на полуостров Бутия. Тук е разположен ударният кратер Хотън (на английски: Haughton), образувал се преди около 39 млн. години пре падането на метеорит с диаметър около 2 км. При удара се е образувал кратер с диаметър около 24 км, който се е запълнил с вода и няколко милиона години е съществувал като езеро.
Северозападната зона включва двата северозападни полуострова Гринел и Колин Арчър, като тук преобладава пълмист релеф.

### Климат
Климатът на острова е суров, арктичен. Температурите през краткото лято (от 40 до 55 дни) рядко се повишават над 10 °C, а зимата, температури от порядъка на -50 °C са нещо обичайно явление. Поради сухия климат не само на острова, но и в целия Канадски арктичен архипелаг валежите, предимно от сняг, са малко и почти не образуват снежна покривка.

### Растителност и животински свят
Растителността е оскъдна, представена главно от тундрова растителност (треви, мъхове и лишеи) в ниските равнинни и хълмисти части, а в планинските райони на острова цари арктическа пустиня.
Поради високата си надморска височина и северното разположение на острова животинския свят е слабо представен и се състои от малка популация от овцебици и малки по размер птици и бозайници. Както и растителността животинския свят, макар и беден е концентриран в равнините Трулав (на английски: Truelove Lowland), където има по-благоприятен микроклимат и относително по-обилна арктическа растителност.